# 国鉄タキ12300形貨車
国鉄タキ12300形貨車（こくてつタキ12300がたかしゃ）は、かつて日本国有鉄道（国鉄）に在籍した私有貨車（タンク車）である。
本形式と同一メーカーにて同時期に製造され、同一の専用種別であるタキ12400形についても本項目で解説する。

## タキ12300形
タキ12300形は、塩化ビニル専用の30 t 積タンク車として1968年（昭和43年）9月26日に1両（タキ12300）のみが日立製作所にて製作された。
本形式の他に塩化ビニルを専用種別とする形式にはタキ6550形（13両）、タキ12400形（1両、後記）、タキ20400形（13両）、ホキ5800形（4両）の4形式が存在した。
所有者は、電気化学工業であり常備駅は旧北陸本線（現えちごトキめき鉄道日本海ひすいライン）の青海駅であった。
タンク体は、耐候性高張力鋼製であり、積込みはマンホールからの上入れ式、荷降ろしはエアスライド式を用いた下出し式である。
車体色は黒色、寸法関係は全長は13,200 mm、全幅は2,897 mm、全高は3,873 mm、台車中心間距離は9,400 mm、実容積は60.0 m3、自重は17.0 t、換算両数は積車5.5、空車1.4であり、台車はベッテンドルフ式のTR41Cである。
1985年（昭和60年）12月26日に廃車となり同時に形式消滅となった。（タキ12400形、ホキ5800形と同一年月日）

## タキ12400形
タキ12400形は、塩化ビニル専用の30 t 積タンク車として1968年（昭和43年）10月4日に1両（タキ12400）のみが日立製作所にて製作された。（タキ12300形落成の1週間後）
所有者は、電気化学工業であり常備駅は旧北陸本線（現えちごトキめき鉄道日本海ひすいライン）の青海駅であった。
タンク体は、ステンレス鋼製でありこの点のみタキ12300形と異なっていた、積込みはマンホールからの上入れ式、荷降ろしはエアスライド式を用いた下出し式である。
車体色は黒色、寸法関係は全長は13,200 mm、全幅は2,897 mm、全高は3,873 mm、台車中心間距離は9,400 mm、実容積は60.0 m3、自重は17.0 t、換算両数は積車5.5、空車1.4であり、台車はベッテンドルフ式のTR41Cである。
1985年（昭和60年）12月26日に廃車となり同時に形式消滅となった。